# Група Лі
Групою Лі над полем {\displaystyle K} ({\displaystyle K=\mathbb {R} } або {\displaystyle \mathbb {C} }) називається група {\displaystyle \ G}, зі структурою диференційовного (гладкого) многовиду над {\displaystyle K}, причому відображення {\displaystyle \operatorname {mul} } та {\displaystyle \operatorname {inv} } визначені :
{\displaystyle \operatorname {mul} \colon G\times G\rightarrow G;\ \operatorname {mul} \,(x,y)=xy},
{\displaystyle \operatorname {inv} \colon G\rightarrow G;\ \ \operatorname {inv} \,x=x^{-1}}
є гладкими (у разі поля {\displaystyle \mathbb {C} } вимагають голоморфності введених відображень).
Довільна комплексна {\displaystyle n}-мірна група Лі є дійсною групою Лі розмірності {\displaystyle 2n}. Довільна комплексна група Лі за визначенням є аналітичним многовидом, але і в дійсному випадку на будь-якій групі Лі існує аналітичний атлас, в якому відображення {\displaystyle \operatorname {mul} } і {\displaystyle \operatorname {inv} } записуються аналітичними функціями.
Групи Лі названі на честь Софуса Лі. Вони природно виникають при розгляді неперервних симетрій. Наприклад, рухи площини утворюють групу Лі. Групи Лі є в сенсі багатства структури найкращими з многовидів і, як такі, дуже важливі в диференціальний геометрії. Вони також відіграють помітну роль у геометрії, фізиці і математичному аналізі.

## Типи груп Лі
Групи Лі класифікуються за своїми алгебраїчними властивостями (простоти, напівпростоти, розв'язності, нільпотентності, комутативності), а також за топологічними властивостями (зв'язності, однозв'язності і компактності).
Цей клас неперервних груп перетворень є сукупність операторів {\displaystyle T(a_{1},...,a_{k}),} диференційованих по скінченному числу параметрів {\displaystyle \varepsilon _{1},...,\varepsilon _{k}.} Умова диференційовуваності є еквівалентною експониненційному представленню елемента групи
{\displaystyle T(a_{1},...,a_{k})=\exp[a_{i}x_{i}],}
де інфінітезимальні оператори утворюють алгебру
{\displaystyle [x_{i}x_{k}]=f_{ik}^{l}x_{l}.}
Знаходження незвідних зображень зводиться до визначення матричних елементів операторів алгебри, яка має певну структуру. Оператори представлення задовільняють співвідношенню {\displaystyle T_{g_{1}g_{2}}=T_{g_{1}}T_{g_{2}},} де {\displaystyle g_{1},g_{2}} - довільні елементи групи. 
Формула, яка пов'язує скінченне перетворення із інфінітезимальними операторами, {\displaystyle T=\exp[a_{i}x_{i}],} можна отримати, інтегруючи диференціальні рівняння групи, записані відносно параметрів {\displaystyle a_{i},}
{\displaystyle \partial T_{f}/\partial a_{j}(f)=\sum _{i=1}^{m}S_{ij}(f)x_{i}T_{f},}
де {\displaystyle m} - число параметрів групи. За умов {\displaystyle S_{ij}(e)=\delta _{ij},} де {\displaystyle e} - ідемпотент, отримуємо
{\displaystyle d/da_{j}\ln T_{f}=\sum _{i=1}^{m}S_{ij}x_{i}.}
Рішення системи рівнянь
{\displaystyle {\begin{cases}d/da_{1}\ln T_{f}(a_{1},0,...,0)=\sum _{i=1}^{m}S_{i1}(a_{1},...,0)x_{i};\\...........................................\\d/da_{m}\ln T_{f}(0,...,a_{m})=\sum _{i=1}^{m}S_{im}(0,...,a_{m})x_{i}\end{cases}}}
приводить до експониненційної форми зображення з визначення інфінітезимального оператора
{\displaystyle [\partial T_{f}/\partial a_{j}]_{j=1}=x_{j}.}
Щоб запевнитися, що {\displaystyle T} утворює групу, достатньо запевнитися, у справедливості рівності:
{\displaystyle T(a_{1},...,a_{m})T(-a_{1},...,-a_{m})=I,}
{\displaystyle I} - одиничний оператор. Операторний вираз {\displaystyle e^{A+B}} можна представити у вигляді
{\displaystyle e^{\int _{0}^{1}(A_{S}+B_{S})ds}=e^{\int _{0}^{1}A_{s}ds}e^{\int _{0}^{1}B_{S}ds},}
де за допомогою {\displaystyle s} здійснюється впорядкування операторних співмножників за допомогою умови {\displaystyle A_{S}B_{S'},} якщо {\displaystyle s>s',} та {\displaystyle B_{S'}A_{S},} коли {\displaystyle s'>s,} причому {\displaystyle A_{S},B_{S'}} розглядаються як {\displaystyle c}-числа. Цей метод використовувався при розплутуванні виразу для матриці розсіяння, причому роль індексу {\displaystyle s} відігравав час. 

## Підгрупи Лі
Підгрупа {\displaystyle H} групи Лі {\displaystyle G} називається її підгрупою Лі, якщо вона є підмноговидом в многовиді {\displaystyle G}. Не всяка підгрупа є підгрупою Лі: наприклад, підгрупа пар виду {\displaystyle (e^{ix},e^{i\pi x})} у торі {\displaystyle \{(e^{ix},e^{iy})\mid x,y\in \mathbb {R} \}} не є підгрупою Лі. Підгрупа Лі завжди замкнута. У дійсному випадку вірно і зворотне: замкнута підгрупа є підгрупою Лі. У комплексному випадку це не так: бувають дійсні підгрупи Лі комплексної групи Лі, що мають непарну розмірність, наприклад, унітарні матриці в групі оборотних комплексних матриць {\displaystyle 2\times 2}.
Нехай {\displaystyle H} — підгрупа Лі групи Лі {\displaystyle G}. Множину {\displaystyle G/H} суміжних класів (байдуже, лівих або правих) можна єдиним чином наділити структурою диференційовного многовиду, так, щоб канонічна проєкція була диференційовним відображенням. При цьому одержується локально тривіальне розшарування, і якщо {\displaystyle H} — нормальна підгрупа, то факторгрупа буде групою Лі.

## Гомоморфізми і ізоморфізми
Нехай {\displaystyle G} і {\displaystyle H} — групи Лі над одним і тим же полем. Гомоморфізмом груп Лі називається відображення {\displaystyle f\colon G\to H}, що є гомоморфізмом груп і одночасно аналітичним відображенням многовидів. (Можна показати, що для виконання останньої умови досить неперервності {\displaystyle f}.) Композиція гомоморфізмів груп Лі знову буде гомоморфізмом груп Лі. Класи всіх дійсних і всіх комплексних груп Лі разом з відповідними гомоморфізмами утворюють категорії {\displaystyle \operatorname {Lie} _{\mathbb {R} }} і {\displaystyle \operatorname {Lie} _{\mathbb {C} }}. Гомоморфізм груп Лі називається ізоморфізмом, якщо існує обернений гомоморфізм. Дві групи Лі, між якими існує ізоморфізм, як завжди в абстрактній алгебрі, називаються ізоморфними. Як завжди, групи Лі розрізняють лише з точністю до ізоморфізму. Наприклад, група Лі {\displaystyle SO(2)} поворотів площини з операцією композиції і група Лі {\displaystyle U(1)} комплексних чисел, рівних за модулем одиниці, з операцією множення, є ізоморфними.
Приклад ірраціональної обмотки тора показує, що образ підгрупи Лі при гомоморфізмі не завжди є підгрупою Лі. Проте прообраз підгрупи Лі при гомоморфізмі завжди є підгрупою Лі.
Гомоморфізм групи Лі {\displaystyle G} над полем {\displaystyle K} у групу {\displaystyle GL(V)} невироджених лінійних перетворень векторного простору {\displaystyle V} над полем {\displaystyle K} називається представленням групи {\displaystyle G} у просторі {\displaystyle V}.

## Дії груп Лі
Групи Лі часто виступають як симетрії якої-небудь структури на деякому многовиді, а тому природно, що вивчення дій груп на різних многовидах є важливим розділом теорії. Говорять, що група Лі G діє на гладкому многовиді M, якщо заданий гомоморфізм груп a: G → Diff M, де Diff M — група дифеоморфізмів M. Таким чином, кожному елементу g групи G повинне відповідати дифеоморфне перетворення ag многовиду M, причому добутку елементів і зворотному елементу відповідають відповідно композиція дифеоморфізмів і обернений дифеоморфізм. Якщо з контексту зрозуміло, про яку дію йде мова, то образ ag(m) точки m при дифеоморфізмі, що визначається елементом g, позначається просто gm.
Група Лі природно діє на собі множенням справа і зліва, а також спряженнями. Ці дії традиційно позначаються l, r і a:
lg(h) = gh,
rg(h) = hg,
ag(h) = ghg−1.
Іншим прикладом дії є дія групи Лі G на множині класів суміжності цієї групи Лі по деякій підгрупі N ≤ G:
g (hN) = (gh)N
Дія групи Лі G на диференційовному многовиді M, називається транзитивною, якщо будь-яку точку M можна перевести в будь-яку іншу за допомогою дії деякого елементу G. Многовид, на якому задано транзитивну дію групи Лі називається однорідним простором цієї групи. Однорідні простори відіграють важливу роль в багатьох розділах геометрії. Однорідний простір групи G дифеоморфний G / st x, де st x — стабілізатор довільної точки.

## Алгебра Лі
З довільною групою Лі можна пов'язати деяку алгебру Лі, яка повністю відображає локальну структуру групи, в усякому разі, якщо група Лі зв'язна.
Векторне поле на групі Лі G називається лівоінваріантним, якщо воно комутує з лівим множенням, тобто
V(lg* f)= lg* (Vf) для всіх g з G, і будь-якої диференційовної функції f.
Еквівалентно
dlg (Vx) = Vgx для всіх x, y з G.
Очевидно, будь-яке лівоінваріантне векторне поле V на групі Лі повністю визначається своїм значенням Ve в одиниці. Навпаки, задавши довільний вектор V в дотичному просторі Ge до одиниці, можна поширити його лівим множенням по всій групі. Одержується взаємно однозначна відповідність між дотичним простором до групи в одиниці і простором лівоінваріантних векторних полів.
Дужка Лі [X,Y] лівоінваріантних векторних полів буде лівоінваріантним векторним полем. Тому Ge є алгеброю Лі. Ця алгебра називається алгеброю Лі групи G. Звичайно вона позначається відповідною малою готичною буквою {\displaystyle {\mathfrak {g}}.}

## Приклади
- Будь-яка абстрактна (дискретна топологічна) група э групою Лі по відношенню до гладкості, у якій вона є нульвимірним многовидом.
- Будь-який скінченновимірний лінійний простір є групою Лі по додаванню.
- Одинична окружність {\displaystyle \mathbb {S} ^{1}:\,\,|z|=1,} точками якої є комплексні числа {\displaystyle z=e^{i\theta },} є групою Лі по добуткові.
- Одинична сфера {\displaystyle \mathbb {S} ^{3}} кватерніонів, точками якої є кватерніони {\displaystyle {\mathfrak {q}},} для яких {\displaystyle |{\mathfrak {q}}|=1.}
- Якщо сфера {\displaystyle \mathbb {S} ^{n}} є групою Лі, то необхідно {\displaystyle n=1} або {\displaystyle n=3}, тому {\displaystyle \mathbb {S} ^{1}}та {\displaystyle \mathbb {S} ^{3}} є єдиними сферами, які припускають структуру групи Лі.
- Прямий добуток {\displaystyle G\times H} топологічни (гладких) груп {\displaystyle G,H} є топологічною (гладкою) групою. Зокрема, будь-який тор {\displaystyle T^{n},\,\,n\geq 1.}
- Групою Лі є повна лінійна група {\displaystyle \mathrm {GL} (n),} а також ізоморфна їй група {\displaystyle \mathrm {Aut} \,{\mathfrak {G}}} усіх автоморфізмів (невироджених лінійних операторів) довільного n-вимірного лінійного простору {\displaystyle {\mathfrak {G}}.}

Позначення Шенфліса та симетрії: T_{d} (E, 8C_{3}, 3C_{2}, 6S_{4}, 6σ_{d}); O_{h}: E, 8C_{3}, 6C_{2}', 6C_{4}, 3C_{2}, i, 6S_{4}, 8S_{6}

Приклади симетрії молекул (D_{n}, D_{nd} за Шенфлісом)

### Дійсні групи Лі
| Група Лі                                        | Опис                                                                     | Властивості                                                | Алгебра Лі                                       | Розмірність |
| ----------------------------------------------- | ------------------------------------------------------------------------ | ---------------------------------------------------------- | ------------------------------------------------ | ----------- |
| {\displaystyle \mathbb {R} ^{n}}                | Евклідовий простір з операцією додавання                                 | Комутативність; однозв'язність, некомпактність             | {\displaystyle \mathbb {R} ^{n}}                 | n           |
| {\displaystyle \mathbb {R} ^{*}}                | Ненульові дійсні числа з операцією множення                              | Комутативність; незв'язність, некомпактність               | {\displaystyle \mathbb {R} }                     | 1           |
| {\displaystyle \mathbb {R} _{+}^{*}}            | Додатні дійсні числа з операцією множення                                | Комутативність; однозв'язність, некомпактність             | {\displaystyle \mathbb {R} }                     | 1           |
| {\displaystyle S^{1}=\mathbb {R} /\mathbb {Z} } | Комплексні числа з модулем 1 і операцією множення                        | Комутативність; зв'язність, неоднозв'язність, компактність | {\displaystyle \mathbb {R} }                     | 1           |
| {\displaystyle GL(n,\mathbb {R} )}              | Загальна лінійна група: дійсні оборотні матриці розмірності n×n          | незв'язність, некомпактність                               | {\displaystyle {\mathcal {M}}_{n}(\mathbb {R} )} | n²          |
| {\displaystyle GL^{+}(n,\mathbb {R} )}          | Дійсні матриці розмірності n×n з додатним визначником                    | Однозв'язність, некомпактність                             | {\displaystyle {\mathcal {M}}_{n}(\mathbb {R} )} | n²          |
| {\displaystyle SL(n,\mathbb {R} )}              | Спеціальна лінійна група: Дійсні матриці розмірності n×n з визначником 1 | Однозвязність, некомпактність для n > 1                    | {\displaystyle sl(n,\mathbb {R} )}               | n²-1        |
| {\displaystyle O(n,\mathbb {R} )}               | Ортогональна група: Ортогональні дійсні матриці                          | Незв'язність, компактність                                 | {\displaystyle so(n,\mathbb {R} )}               | n(n — 1)/2  |

### Комплексні групи Лі
Розмірність подано в {\displaystyle \mathbb {C} }.
| Група Лі                           | Опис                                                                                   | Властивості                                      | Алгебра Лі                                       | Розмірність |
| ---------------------------------- | -------------------------------------------------------------------------------------- | ------------------------------------------------ | ------------------------------------------------ | ----------- |
| {\displaystyle \mathbb {C} ^{n}}   | Евклідовий простір з операцією додавання                                               | Комутативність; однозв'язність, некомпактність   | {\displaystyle \mathbb {C} ^{n}}                 | n           |
| {\displaystyle \mathbb {C} ^{*}}   | Ненульові комплексні числа з операцією множення                                        | Комутативність; неоднозв'язність, некомпактність | {\displaystyle \mathbb {C} }                     | 1           |
| {\displaystyle GL(n,\mathbb {C} )} | Загальна лінійна група: дійсні оборотні матриці розмірності n×n                        | Однозвязність, некомпактність;                   | {\displaystyle {\mathcal {M}}_{n}(\mathbb {C} )} | n²          |
| {\displaystyle SL(n,\mathbb {C} )} | Спеціальна лінійна група: комплексні матриці розмірності n×n з визначником 1           | Однозв'язність, некомпактність для n≥2           | {\displaystyle sl(n,\mathbb {C} )}               | (n²-1)      |
| {\displaystyle O(n,\mathbb {C} )}  | Ортогональна група: Ортогональні комплексні матриці                                    | Незв'язність, некомпактність для n≥2             | {\displaystyle so(n,\mathbb {C} )}               | n(n-1)      |
| {\displaystyle SO(n,\mathbb {C} )} | Спеціальна ортогональна група: комплексні ортогональні матриці з визначником 1         | Неоднозв'язність, некомпактність для n≥2         | {\displaystyle so(n,\mathbb {C} )}               | n(n-1)      |
| {\displaystyle U\left(n\right)}    | Унітарна група: унітарні комплексні матриці розмірності n×n                            | Неоднозв'язність, компактність;                  | {\displaystyle u\left(n\right)}                  | n²          |
| {\displaystyle SU\left(n\right)}   | Спеціальна унітарна група: унітарні комплексні матриці розмірності n×n з визначником 1 | Однозв'язність, компактність                     | {\displaystyle su\left(n\right)}                 | n²-1        |